# Llanelli Town Association Football Club
El Llanelli Town Association Football Club (en galés: Clwb Pêl-droed Cymdeithas Tref Llanelli) es un club de fútbol de Gales, con sede en Llanelli. Fue fundado en 1896 y compite en la Cymru Premier, la primera categoría del fútbol galés.
Fundado en 1896, su primer título fue un campeonato de la liga de Gales en la temporada 1913/14, cuando esta era una división inferior dentro del esquema del fútbol inglés. Durante la década de 1950 intentó ser admitido dentro de las categorías profesionales de Inglaterra del mismo modo que el Swansea City, pero nunca lo consiguió. Cuando la Asociación de Fútbol de Gales creó una liga propia en 1992, Llanelli fue uno de sus primeros participantes.
En 2005 Llanelli se convirtió en un equipo completamente profesional, después de que el empresario británico Nitin Parekh se hiciera con el control del club. El dinero aportado por el nuevo propietario ayudó al equipo a convertirse en una de las potencias del campeonato galés, que ganó su primer campeonato de liga en la temporada 2007/08. Desapareció en 2013 por las deudas acumuladas.

## Historia

### Fundación y desarrollo
El equipo de Llanelli nació en 1896, a partir de varios trabajadores ingleses en la industria alfarera que se reunían para jugar al fútbol en lugar del rugby, deporte tradicional de la zona. Su consolidación no se produjo hasta comienzos del siglo XX, cuando comenzaron a nacer más clubes de fútbol en el sur de Gales.
Llanelli AFC ganó su primera competición local en el año 1911/12. En ese tiempo, un empresario local se hizo con el equipo y consiguió que fuera aceptado en la liga de Gales, cuando esta era una subdivisión en el sistema de fútbol inglés. Llanelli debutó en la temporada 1912/13 con un tercer puesto y un año después obtuvo su primera liga. A su vez, Llanelli contaba con un equipo que participaba en la Southern Football League. Durante ese tiempo, los propietarios del club buscaban su ingreso en el sistema de fútbol profesional inglés (Football League), pero su candidatura fue rechazada en 1922/23, a diferencia del Swansea City o Cardiff City, aceptados en 1920.
Llanelli AFC continuó siendo uno de los clubes más potentes de la región, pero su rechazo a ingresar en la liga profesional conllevó problemas financieros para la entidad, que había invertido mucho dinero para profesionalizarse. Hasta el final de la Segunda Guerra Mundial el club permaneció en las divisiones inferiores del esquema de fútbol galés mientras saldaba sus deudas. En 1950 Llanelli regresó a la primera división galesa e intentó en repetidas ocasiones ser aceptado en la Southern League inglesa, aunque no logró su objetivo.

### Ingreso en la Premier League de Gales
Cuando la Asociación de Fútbol de Gales creó su liga propia a partir de la temporada 1992/93, Llanelli ingresó como uno de sus miembros fundadores. En su debut en la nueva competición, el equipo terminó en decimocuarto lugar de 20 participantes, y sus actuaciones en el resto de campañas fueron muy discretas. El club terminó descendiendo a la segunda categoría del fútbol galés en la campaña 1995/96, de la que salió cuatro campañas después.
Durante ese tiempo, Llanelli AFC buscó consolidarse en el campeonato doméstico y generar una base de aficionados. Sin embargo, la ciudad de Llanelli seguía mayoritariamente al equipo local de rugby (Scarlets) y al Swansea City de la liga inglesa, por lo que el apoyo popular a Llanelli en el nuevo torneo fue menor de lo esperado y su situación económica empeoró. El club volvió a descender en 2003 a la segunda división, pero recobró la categoría un año después.

### Llegada de Nitin Parekh y profesionalización
Al término de la temporada 2004/05, Llanelli terminó en decimocuarto puesto y se enfrentaba a una posible suspensión de pagos. En esa época el equipo era propiedad de Robert Jones, dueño de los concesionarios Skoda de Gales y tío de Catherine Zeta Jones, y algunos medios de comunicación sugirieron que la actriz galesa podría comprar el equipo por 350.000 libras esterlinas.
Sin embargo, ese rumor se desmintió cuando el empresario británico Nitin Parekh, dueño de la consultora de servicios financieros Jesco, compró una participación mayoritaria del Llanelli y se hizo con las riendas del club en junio de 2005. Parekh asumió las deudas del club, y consiguió que Llanelli se convirtiera en el segundo club de la Premier League de Gales completamente profesional, después del Total Network Solutions.
Para atraer aficionados, Parekh contrató jugadores extranjeros a los que se hizo un contrato profesional, y que en su mayoría procedían de España. De este modo, el entrenador elegido fue Lucas Cazorla, que contrató ocho futbolistas españoles cuya máxima experiencia era la Segunda División B. Además, se ficharon jugadores galeses con experiencia en los campeonatos de Inglaterra como Stuart Jones, defensa del Swansea City. Aunque la mayoría de futbolistas españoles abandonaron el club a mitad de temporada, Llanelli firmó su mejor actuación en liga con una segunda posición.
Más tarde, Cazorla fue cesado y llegó al banquillo Peter Nicholas, exjugador del Arsenal FC e internacional galés. Llanelli se confirmó como una de las potencias del campeonato, y en la temporada 2007/08 se proclamó campeón de Liga por primera vez en su historia.

### Desaparición
En la temporada 2012/13, el Llanelli AFC presentaba problemas financieros por medio de tres peticiones presentadas por la HM Revenue and Customs. Llanelli desaparece oficialmente el 22 de abril del 2013 debido a que la Corte Suprema de Londres aceptó la petición presentada por la HM Revenue and Customs.

### Refundación
Luego de que en abril de 2013 se confirmara de que el club no podía cancelar la deuda de £21,000, El club fue reformado con el nombre Llanelli Town y formaría parte de la Welsh Football League Division Three para la temporada 2013/14, lo que para la FAW es considerada como una continuación directa del mismo equipo.

## Estadio
Llanelli AFC juega sus partidos como local en Stebonheath Park, un recinto polideportivo con capacidad para 1000 espectadores sentados y 3.000 de pie. Alrededor del campo de fútbol hay una pista de atletismo, utilizada por el equipo atlético local.
Debido a que Stebonheath Park no cumple con lo requerido por la UEFA para albergar partidos internacionales, Llanelli juega sus encuentros de competiciones europeas en Parc y Scarlets, con capacidad para 14.900 personas. El estadio pertenece a Scarlets, equipo local de rugby que participa en la Liga Celta. A diferencia de otros clubes de la Premier League de Gales, Llanelli no tiene que desplazarse a otra ciudad con más población para jugar esos encuentros.

## Palmarés

### Torneos nacionales
- Liga de Gales (1): 2007-08
- Copa de Gales (1): 2010-11
- Copa de la Liga de Gales (1): 2007-08
- Cymru South (1): 2024-25
- Division 1 de Gales (6): 1913-14, 1929-30, 1932-33, 1970-71, 1976-77, 1977-78
- Segunda División de Gales (2): 2003-04, 1957-58
- Cuarta División de Gales (1): 2014-15
- Copa de la Liga de Fútbol de Gales (3): 1929-30, 1931-32, 1974-75

## Participación en competiciones de la UEFA
| Temporada | Torneo                | Ronda            | Club           | Casa | Visita | Global |
| --------- | --------------------- | ---------------- | -------------- | ---- | ------ | ------ |
| 2006–07   | UEFA Cup              | Clasificatoria 1 | Gefle IF       | 0–0  | 2–1    | 2–1    |
| 2006–07   | UEFA Cup              | Clasificatoria 2 | OB             | 1–5  | 0–1    | 1–6    |
| 2007      | Copa Intertoto        | Clasificatoria 1 | FK Vetra       | 5–3  | 1–3    | 6–6    |
| 2008–09   | UEFA Champions League | Clasificatoria 1 | FK Ventspils   | 1–0  | 0–4    | 1–4    |
| 2009–10   | UEFA Europa League    | Clasificatoria 1 | Motherwell     | 0–3  | 1–0    | 1–3    |
| 2010–11   | UEFA Europa League    | Clasificatoria 1 | Tauras         | 2–2  | 2–3    | 4–5    |
| 2011–12   | UEFA Europa League    | Clasificatoria 2 | Dinamo Tbilisi | 2–1  | 0–5    | 2–6    |
| 2012–13   | UEFA Europa League    | Clasificatoria 1 | KuPS           | 1–1  | 1–2    | 2–3    |